# Там, за горами
«Там, за горами»  — студійний альбом українського гурту «Кам'яний Гість», який було видано 12 грудня 2013 року.

## Про альбом
Платівка «Там, за горами» була презентована наприкінці 2013 року, хоча робота над нею розпочалася ще у 2011 році. Протягом всього часу музиканти гурту «Кам'яний гість» накопичували музичний матеріал та шукали найкраще звучання. Під час запису використовувалися не тільки «традиційні» інструменти, а й різноманітні етнічні цікавинки. Тематичний діапазон пісень є досить широким - від сміливої самоіронії до глибоких переживань та філософських роздумів. Пісня «Там за горами», яка і дала назву платівці, має свою цікаву історію із реального життя.

## Композиції
1. The Conversation
2. Так буває
3. Château Gaillard
4. Не заводиться
5. Блюз шамана
6. Ой, у Києві
7. Їхали козаки
8. Пити треба менше
9. Горизонтом до небес
10. Там, за горами
11. Кувала зозулень
12. The Inspiration

## Музиканти гурту та учасники запису
- Юрій Верес – автор пісень, вокал, бек-вокал, акустична гітара;
- Віктор Чернецький – гітара, акустична гітара, перкусія;
- Сергій Спатарь – ударні;
- Дмитро Бакрив – бас-гітара, бек-вокал (1);
- Сергій Робулець – флейта;
- Микита Єфанов – діджеріду, дримба.
- Тарас Болгак - зведення
- Андрій Обод - мастеринг
- Світлана Медведєва - художник та дизайнер

Аранжування – «Кам'яний Гість».

## Спеціальні подяки
Андрію Куликову, Армену Григоряну, Олександру Хоменку, Андрію Ободу, Тарасу Болгаку, Анатолію Шмаргуну, Світлані Медведєвій, Євгену Медведєву, Марії Ніколаєвій, Олександру Стратійчуку, Руслану Абсурдову, Людмилі Дьоміній, Дмитру Ремішу.